# Вила Калдари (Кјети)
Вила Калдари је насеље у Италији у округу Кјети, региону Абруцо.
Према процени из 2011. у насељу је живело 1289 становника. Насеље се налази на надморској висини од 185 м.